# CHiPs (2017)
CHiPs is een Amerikaanse komische film uit 2017 geschreven en geregisseerd door Dax Shepard. De film is gebaseerd op de televisieserie CHiPs. De film werd heel slecht ontvangen door recensenten en wist maar 26 miljoen dollar op te brengen in de bioscopen. 

## Rolverdeling
- Michael Peña - Frank "Ponch" Poncherello
- Dax Shepard - Jon Baker
- Vincent D'Onofrio - Raymond Kurtz
- Rosa Salazar - Ava Perez
- Jessica McNamee - Lindsey Taylor
- Adam Brody - Clay Allen
- Ryan Hansen - Brian Grieve
- Erik Estrada - Gastrol als ambulanceverpleger (Estrada was een van de hoofdrolspelers uit de gelijknamige serie)